# Stiretrus decemguttatus
Stiretrus decemguttatus är en insektsart som först beskrevs av Amédée Louis Michel Lepeletier och Jean Guillaume Audinet Serville 1828.  Stiretrus decemguttatus ingår i släktet Stiretrus och familjen bärfisar. Inga underarter finns listade i Catalogue of Life.